# Gaylord Griswold

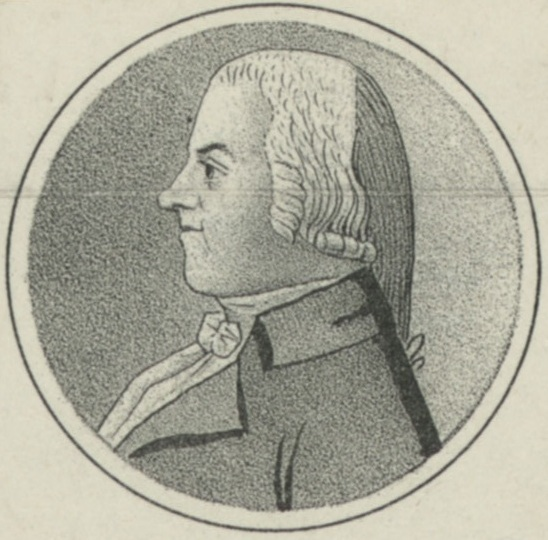
Gaylord Griswold

Gaylord Griswold (* 18. Dezember 1767 in Windsor, Colony of Connecticut; † 1. März 1809 in Herkimer, New York) war ein US-amerikanischer Jurist und Politiker. Zwischen 1803 und 1805 vertrat er den Bundesstaat New York im US-Repräsentantenhaus.

## Werdegang
Gaylord Griswold wurde während der britischen Kolonialzeit in Windsor im Hartford County geboren und wuchs dort auf. Er verfolgte klassische Altertumswissenschaften und graduierte 1787 am Yale College. Griswold studierte Jura. Seine Zulassung als Anwalt erhielt er 1790 und begann dann in Windsor zu praktizieren. 1792 zog er nach Herkimer. Er saß zwischen 1796 und 1798 in der New York State Assembly. Politisch gehörte er der Föderalistischen Partei an. Bei den Kongresswahlen des Jahres 1802 für den 8. Kongress wurde Griswold im 15. Wahlbezirk von New York in das US-Repräsentantenhaus in Washington, D.C. gewählt, wo er am 4. März 1803 als erster Vertreter des Distrikts im US-Repräsentantenhaus seinen Dienst antrat. Nach seiner Kongresszeit ging er in Herkimer wieder seiner Tätigkeit als Anwalt nach, wo er am 1. März 1809 verstarb. Sein Leichnam wurde auf dem Oak Hill Cemetery beigesetzt.